# 江南双盖蕨
江南双盖蕨（学名：Diplazium mettenianum）也称江南短肠蕨，为蹄盖蕨科双盖蕨属下的一个种。